# Albumy numer jeden w roku 2013 (Polska)
Artykuł prezentuje albumy muzyczne numer jeden na notowaniu OLiS w roku 2013.
| Data            | Album                                                              | Wykonawca                | Źródło |
| --------------- | ------------------------------------------------------------------ | ------------------------ | ------ |
| 7 stycznia      | Boso                                                               | Zakopower                | [ 2 ]  |
| 14 stycznia     | Równonoc. Słowiańska dusza                                         | Donatan                  | [ 3 ]  |
| 21 stycznia     | Równonoc. Słowiańska dusza                                         | Donatan                  | [ 4 ]  |
| 28 stycznia     | To co dobre                                                        | Andrzej Piaseczny        | [ 5 ]  |
| 4 lutego        | Symfonicznie                                                       | Lady Pank                | [ 6 ]  |
| 11 lutego       | Symfonicznie                                                       | Lady Pank                | [ 7 ]  |
| 18 lutego       | Marek Sierocki przedstawia: I Love Ballads (2012)                  | Różni wykonawcy          | [ 8 ]  |
| 25 lutego       | Marek Sierocki przedstawia: I Love Ballads (2012)                  | Różni wykonawcy          | [ 9 ]  |
| 4 marca         | !TO!                                                               | Strachy na Lachy         | [ 10 ] |
| 11 marca        | Haos                                                               | O.S.T.R./Hades           | [ 11 ] |
| 18 marca        | Haos                                                               | O.S.T.R./Hades           | [ 12 ] |
| 25 marca        | The Next Day                                                       | David Bowie              | [ 13 ] |
| 2 kwietnia      | Delta Machine                                                      | Depeche Mode             | [ 14 ] |
| 8 kwietnia      | Delta Machine                                                      | Depeche Mode             | [ 15 ] |
| 15 kwietnia     | The Greatest Hits                                                  | Il Divo                  | [ 16 ] |
| 22 kwietnia     | The Greatest Hits                                                  | Il Divo                  | [ 17 ] |
| 29 kwietnia     | Bal u Posejdona – Złota kolekcja                                   | Anna German              | [ 18 ] |
| 13 maja         | Bal u Posejdona – Złota kolekcja                                   | Anna German              | [ 19 ] |
| 20 maja         | Bal u Posejdona – Złota kolekcja                                   | Anna German              | [ 20 ] |
| 27 maja         | Prosto                                                             | Kult                     | [ 21 ] |
| 3 czerwca       | 40 Piosenek Anny German                                            | Anna German              | [ 22 ] |
| 10 czerwca      | Comfort and Happiness                                              | Dawid Podsiadło          | [ 23 ] |
| 17 czerwca      | Marek Sierocki przedstawia: I Love Italia                          | Różni wykonawcy          | [ 24 ] |
| 24 czerwca      | Marek Sierocki przedstawia: I Love Italia                          | Różni wykonawcy          | [ 25 ] |
| 1 lipca         | Marek Sierocki przedstawia: I Love France                          | Różni wykonawcy          | [ 26 ] |
| 8 lipca         | Marek Sierocki przedstawia: I Love France                          | Różni wykonawcy          | [ 27 ] |
| 15 lipca        | RMF Styl Vol.2                                                     | Różni wykonawcy          | [ 28 ] |
| 22 lipca        | RMF Styl Vol.2                                                     | Różni wykonawcy          | [ 29 ] |
| 29 lipca        | Old Ideas                                                          | Leonard Cohen            | [ 30 ] |
| 5 sierpnia      | Old Ideas                                                          | Leonard Cohen            | [ 31 ] |
| 12 sierpnia     | Marek Sierocki przedstawia: I Love Latino                          | Różni wykonawcy          | [ 32 ] |
| 19 sierpnia     | Marek Sierocki przedstawia: I Love Latino                          | Różni wykonawcy          | [ 33 ] |
| 26 sierpnia     | Siesta 8: muzyka świata & stare radio. Prezentuje Marcin Kydryński | Różni wykonawcy          | [ 34 ] |
| 2 września      | Siesta 8: muzyka świata & stare radio. Prezentuje Marcin Kydryński | Różni wykonawcy          | [ 35 ] |
| 9 września      | W spodniach czy w sukience?                                        | Ania                     | [ 36 ] |
| 16 września     | W spodniach czy w sukience?                                        | Ania                     | [ 37 ] |
| 23 września     | The Time                                                           | Możdzer/Danielson/Fresco | [ 38 ] |
| 30 września     | The Time                                                           | Możdzer/Danielson/Fresco | [ 39 ] |
| 7 października  | The Last Ship                                                      | Sting                    | [ 40 ] |
| 14 października | Renovatio                                                          | Edyta Bartosiewicz       | [ 41 ] |
| 21 października | Marek Sierocki przedstawia: I Love 80's (2013)                     | Różni wykonawcy          | [ 42 ] |
| 28 października | Marek Sierocki przedstawia: I Love 80's (2013)                     | Różni wykonawcy          | [ 43 ] |
| 4 listopada     | Perfect (2013)                                                     | Perfect                  | [ 44 ] |
| 12 listopada    | Perfect (2013)                                                     | Perfect                  | [ 45 ] |
| 18 listopada    | Violetta: Hoy somos más                                            | Muzyka filmowa           | [ 46 ] |
| 25 listopada    | Imperium                                                           | Hunter                   | [ 47 ] |
| 2 grudnia       | 9893                                                               | Dawid Kwiatkowski        | [ 48 ] |
| 9 grudnia       | Jestem...                                                          | Kamil Bednarek           | [ 49 ] |
| 16 grudnia      | Jestem...                                                          | Kamil Bednarek           | [ 50 ] |
| 23 grudnia      | Czarna biała magia                                                 | Sokół i Marysia Starosta | [ 51 ] |